# Chen Xiaojun
Chen Xiaojun –en chino, 陈晓君– (Chaozhou, 4 de agosto de 1992) es una deportista China que compitió en natación sincronizada.
Participó en los Juegos Olímpicos de Londres 2012, obteniendo una medalla de plata en la prueba de equipo. Ganó una medalla de plata en el Campeonato Mundial de Natación de 2011.

## Palmarés internacional
| Juegos Olímpicos   | Juegos Olímpicos      | Juegos Olímpicos | Juegos Olímpicos  |
| Año                | Lugar                 | Medalla          | Prueba            |
| ------------------ | --------------------- | ---------------- | ----------------- |
| 2012               | Londres (Reino Unido) | Medalla de plata | Equipo            |
| Campeonato Mundial |                       |                  |                   |
| Año                | Lugar                 | Medalla          | Prueba            |
| 2011               | Shanghái (China)      | Medalla de plata | Combinación libre |